# گوردون هسلر
گوردون هسلر (آلمانی: Gordon Hessler؛ ۱۲ دسامبر ۱۹۲۵ – ۱۹ ژانویهٔ ۲۰۱۴) کارگردان، فیلم‌نامه‌نویس، تهیه‌کننده فیلم، تهیه‌کننده تلویزیونی، و کارگردان تلویزیونی اهل بریتانیا بود.

## فیلم‌شناسی
- قتل‌های خیابان مورگ
- متخصص (فیلم‌نامه‌نویس)